# Tenebrioscia antennuata
Tenebrioscia antennuata är en kräftdjursart som beskrevs av Schultz 1985. Tenebrioscia antennuata ingår i släktet Tenebrioscia och familjen Philosciidae. Inga underarter finns listade i Catalogue of Life.